# Cubatabaco
Cubatabaco, kort för Empresa Cubana del Tabaco, är det kubanska statliga tobaksmonopolet. Företaget grundades 1962, efter att den kubanska tobaksindustrin blivit förstatligat av Fidel Castros socialistiska regering. Cubatabaco hanterade all produktion och distribution av kubanska tobaksvaror, såväl lokalt som internationellt, tills 1994, då företaget Habanos SA skapades för att exportera cigarrer och cigaretter över världen.